# Neparna vena
Neparna vena (lat. vena azygos) je neparna vena u trupu čovjekova tijela, koja odvodi deoksigeniranu krv iz desnih stražnjih dijelova trupa. 
Neparna vena polazi kao desna uzlazna slabinska vena (lat. vena lumbalis ascendens dextra), i nakon što se u nju ulije zadnja međurebrena vena mijenja ime u vena azygos, ide uz desnu stranu prsnog dijela kralježnice, i ulijeva se u gornju šuplju venu (lat. vena cava superior). 
Neparna vena anastomozira se donjom šupljom venom preko slabinskih vena (lat. venae lumbales), a u svom toku prima:
- sve desne međurebrene vene (osim prve dvije)
- lat. venae esophageae dorsales
- lat. venae bronchiales dorsales
- poluneparna vena (lat. vena hemiazygos)
- mnogobrojne stine vene iz stražnjeg dijela sredoprsja (lat. mediastinum)